# Константинов Михайло Петрович
Михайло Петрович Константинов (4 листопада 1900, місто Усмань — 30 травня 1990, місто Ленінград) — радянський воєначальник, генерал-полковник (1958), Герой Радянського Союзу (1945). Депутат Верховної Ради СРСР 4-го скликання.

## Життєпис
Народився 4 листопада 1900 року у місті Усмань, нині Липецької області, у родині службовця. Росіянин. Член КПРС з 1929 року.
У Червоної Армії з травня 1919 року. Закінчив Борисоглібські кавалерійські курси (1920), 3-ю Оренбурзьку кавалерійську школу (1922), кавалерійські курси удосконалення командного складу у Новочеркаську (1926 та 1935), прискорений курс Вищої військової академії імені К. Е. Ворошилова (1943), вищі академічні курси при цій академії.
Учасник громадянської війни — червоноармієць, курсант Борисоглібських кавалерійських курсів на Південному фронті, командир взводу. Воював на Південному і Туркестанському фронтах.
У міжвоєнний період з листопада 1921 — помічник командира, командир ескадрону, начальник штабу полку. З листопада 1930 — начальник полкової школи 80-го Туркестанського кавалерійського полку, у квітні-травні 1931 у його складі брав участь в боях із басмачами. З лютого 1932 — начальник штабу 79-го кавалерійського полку, з вересня 1933 — командир 41-го гірськокавалерійского полку. З липня 1937 — помічник командира і командир 20-ї гірськокавалерійской дивізії, з вересня 1938 — командир 18-ї гірськокавалерійской дивізії.
4 червня 1940 року комбригу Константинову М. П. присвоєно військове звання «генерал-майор».
У березні 1941 року був призначений командиром 6-ї Кубано-Терської козачої Чонгарської кавалерійської дивізії імені С. М. Будьонного 6-го козачого кавалерійського корпусу імені І. В. Сталіна Західного Особливого військового округу. На цій посаді генерал Константинов зустрів початок Німецько-радянської війни. У ході бойових дій у районі Мінська він був важко поранений, після чого до вересня 1942 командував партизанськими загонами у Білорусі. Потім перебував у розпорядженні Центрального штабу партизанського руху. З грудня 1942 — слухач Вищої військової академії імені К. Е. Ворошилова, після її закінченні з лютого 1943 був командиром 19-го кавалерійського корпусу, що брав участь у Курській битві, з липня — заступником командувача військами Степового фронту по кавалерії. У жовтні 1943 М. П. Константинов був призначений командиром 7-го гвардійського кавалерійського корпусу, який у складі 1-го Білоруського фронту брав участь у Битві за Дніпро, Гомельсько-Речицькій, Поліській, Білоруській, Вісло-Одерської, Східно-Померанській, Берлінській наступальних операціях. За відзнаку при вторгненні у межі Бранденбурзької провінції корпусу було присвоєно почесне найменування «Бранденбурзький».
26 липня 1944 р. Константинову М. П. присвоєне військове звання генерал-лейтенант.
За звільнення міста Лодзь і участь в розгромі радомсько-томашувсько-лодзинського угруповання супротивника Указом Президії Верховної Ради СРСР від 6 квітня 1945 року генерал-лейтенанту Константинову Михайлу Павловичу присвоєно звання Героя Радянського Союзу з врученням ордена Леніна і медалі «Золота Зірка» .
Після війни продовжував командувати корпусом, з грудня 1945 знаходився у розпорядженні командувача кавалерією Червоної армії С. М. Будьонного, з травня 1946 — на навчанні на Вищих академічних курсах при Вищій військовій академії імені К. Е. Ворошилова. Після їх закінчення у травні 1947 він був призначений начальником 2-го відділу Управління планування бойової підготовки сухопутних військ. З липня 1948 — начальник 2-го курсу основного факультету Військової академії імені М. В. Фрунзе.
З липня 1951 — помічник командувача, а з липня 1952 — командувач військ Північної групи військ. З квітня 1955 — 1-й заступник командувача військ Ленінградського військового округу.
18 лютого 1958 р. генерал-лейтенанту Константинову М. П. присвоєно військове звання «генерал-полковник».
З липня 1964 — у запасі. Жив у Ленінграді, був обраний першим головою міської організації ветеранів війни.

## Нагороди
- 3 ордена Леніна
- 4 ордена Червоного Прапора
- Орден Суворова 2-го ступеня
- Орден Вітчизняної війни 1-го ступеня (1985)
- 3 ордена Червоної Зірки
- Медалі